# Web 1.0

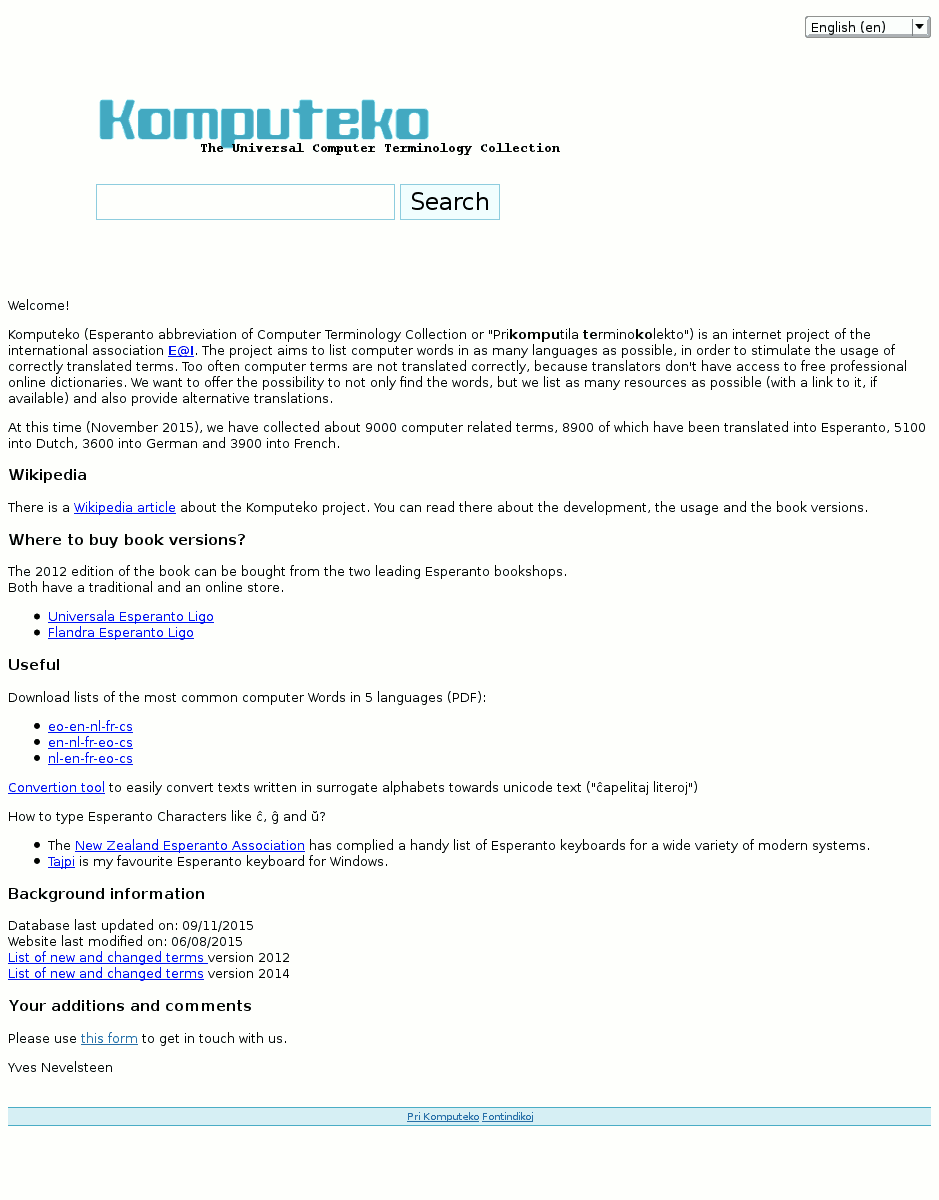

Web 1.0 was een eerste stadium van de conceptuele ontwikkeling van het wereldwijde web. De eerste generatie webpagina's publiceerde vooral informatie. Het web was gecentreerd rond een top-downbenadering. Het toevoegen van informatie was niet voor iedereen mogelijk. Gebruikers konden enkel informatie bekijken, ze konden zelf geen bijdragen toevoegen aan de inhoud van webpagina’s. 
Web 1.0-webpagina's zijn afgesloten  voor externe bewerkingen. De informatie kan dus alleen worden aangepast door de webmaster.

## Geschiedenis
Sinds 1993 is het wereldwijde web (www) open voor het grote publiek. Sindsdien zijn hyperlinks tussen de verschillende webpagina's mogelijk. In 1996 werd voor velen duidelijk dat "het net" commerciële mogelijkheden in zich had. Kenmerkend voor deze periode was de snelle oprichting van vele internetbedrijven. In 2001 knapte de internetzeepbel.
De termen web 1.0 en 2.0 ontstonden tegelijkertijd.

## Kenmerken
In zijn derde editie van De nieuwe media beschreef Terry Flew wat volgens hem typerende verschillen zijn tussen web 1.0 en web 2.0: "Move from personal websites to blogs and blog site aggregation, from publishing to participation, from web content as the outcome of large up-front investment to an ongoing and interactive process, and from content management systems to links based on tagging (folksonomy)". Vrij vertaald komt het erop neer dat Terry Flew aangeeft dat we van persoonlijke websites evolueren naar blogs en van het publiceren van inhoud (zoals een uitgeverij), naar de lezer uitnodigen te reageren (participeren). Het web evolueert van een tijdsinvestering vooraf naar een voortdurend tijdsinvestering, gezien het interactief proces dat op gang komt tussen lezer en publiceerder. Het web evolueert van contentmanagementsystemen naar het leggen van verbindingen tussen interessante content op verschillende plaatsen. Deze factoren worden verondersteld de fundamentele veranderingen van het begin van web 2.0 te vormen.
De verschuiving van web 1.0 naar web 2.0 kan gezien worden als een technische verfijning, van dergelijke aanpassingen zoals breedband, betere browsers en AJAX tot de opkomst van Flashapplicatieplatformen en massale ontwikkeling van widgets zoals Flickr en YouTube. 